# 뉴욕 헤럴드 트리뷴
《뉴욕 헤럴드 트리뷴》(New York Herald Tribune)는 미국의 일간지로, 1924년 창간하여 1966년 폐간되었다.

## 개요
대한민국에서는 6.25 전쟁 종군기자인 마거리트 히긴스의 소속 언론사로 잘 알려져 있다.